# Glenfield (Dakota del Nord)
Glenfield è un centro abitato (city) degli Stati Uniti d'America, situato nella Contea di Foster, nello Stato del Dakota del Nord. Nel censimento del 2000 la popolazione era di 134 abitanti. La città è stata fondata nel 1912.

## Geografia fisica
Secondo i rilevamenti dell'United States Census Bureau, la località di Glenfield si estende su una superficie di 0,30 km², tutti occupati da terre.

## Popolazione
Secondo il censimento del 2000, a Glenfield vivevano 134 persone, ed erano presenti 38 gruppi familiari. La densità di popolazione era di 402 ab./km². Nel territorio comunale si trovavano 59 unità edificate. Per quanto riguarda la composizione etnica degli abitanti, il 97,76% era bianco e il 2,24% apparteneva a due o più razze.
Per quanto riguarda la suddivisione della popolazione in fasce d'età, il 26,1% era al di sotto dei 18, il 5,2% fra i 18 e i 24, il 22,4% fra i 25 e i 44, il 23,9% fra i 45 e i 64, mentre infine il 22,4% era al di sopra dei 65 anni di età. L'età media della popolazione era di 40 anni. Per ogni 100 donne residenti vivevano 88,7 maschi.